# Districte de Horgen
El Districte de Horgen és un dels 11 districtes del cantó de Zúric (Suïssa). Té una població de 110462 (cens de 2007) i una superfície de 104.16 km². Està compost per 12 municipis i el cap del districte és Horgen.

## Municipis
| Escut            | Codi postal i Municipi   | Habitants (Dez. 2007) | Superfície en km² | Número SFOS |
| ---------------- | ------------------------ | --------------------- | ----------------- | ----------- |
| Adliswil         | 8134 Adliswil            | 15783                 | 7.79              | 0131        |
| Hirzel           | 8816 Hirzel              | 1909                  | 9.68              | 0132        |
| Horgen           | 8810 Horgen              | 18162                 | 21.07             | 0133        |
| Hütten           | 8825 Hütten              | 913                   | 7.24              | 0134        |
| Kilchberg ZH     | 8802 Kilchberg           | 7188                  | 2.58              | 0135        |
| Langnau am Albis | 8135 Langnau am Albis    | 6971                  | 8.66              | 0136        |
| Oberrieden       | 8942 Oberrieden          | 4907                  | 2.76              | 0137        |
| Richterswil      | 8805 Richterswil         | 11799                 | 7.54              | 0138        |
| Rüschlikon       | 8803 Rüschlikon          | 5056                  | 2.94              | 0139        |
| Schönenberg ZH   | 8824 Schönenberg (Zuric) | 1930                  | 11.00             | 0140        |
| Thalwil          | 8800 Thalwil             | 16427                 | 5.53              | 0141        |
| Wädenswil        | 8820 Wädenswil           | 19417                 | 17.37             | 0142        |
|                  | Total (12)               | 110'462               | 104.16            | 0106        |